# 阿部博典
阿部 博典（あべ ひろのり、1984年9月15日 - ）は、日本のラグビー選手。

## プロフィール
- 岩手県紫波町出身。
- 血液型はA型。
- ニックネームはアベ。
- ポジションはセンター(CTB)。

## 経歴
- 2000年 - 2002年 黒沢尻北高校ラグビー部
- 2003年 - 2006年 筑波大学ラグビー部
- 2007年 - 2014年[1]クボタスピアーズ